# Nabój 7,62 × 25 mm TT
7,62 × 25 mm TT (7,62 × 25 mm wz. 30, 7,62 mm TT, 7,62 mm nabój Tokariewa) – standardowa amunicja pistoletowa Armii Czerwonej od 1930.
Stanowi on wersję niemieckiego naboju 7,63 × 25 mm Mausera. Różnica w kalibrze i pozostałych wymiarach jest na tyle niewielka, że oba naboje są zamienne. Został wprowadzony do uzbrojenia wraz z pistoletem TT konstrukcji Fiodora Tokariewa w 1930. Nabój Tokariewa posiada łuskę butelkową, pocisk (standardowy typ P) najczęściej z rdzeniem ołowianym i płaszczem stalowym platerowanym miedzią. Nabój standardowo elaborowany był prochem P-45, P-85, P-125 (liczba oznacza ilość części azotanu potasu na 10 części masy prochowej). Od 1941 produkowano także naboje PT (z pociskiem smugowym), P-41 (z pociskiem przeciwpancerno-zapalającym). Pojawiła się wtedy także wersja naboju P z rdzeniem stalowym. Po II wojnie światowej nabój 7,62 × 25 mm TT stał się przepisowym nabojem pistoletowym we wszystkich krajach Układu Warszawskiego a także w Chińskiej Republice Ludowej i Jugosławii. W latach 1948–1956, była ona produkowana także w Polsce.
W latach 90. XX wieku w Rosji, amunicja 7,62 × 25 mm TT przeżyła „drugą młodość” jako „narzędzie pracy” płatnych zabójców. Stało się tak, gdyż amunicja przeciwpancerna 7,62 × 25 mm TT, w odróżnieniu od słabszej 9 × 18 mm Makarowa, doskonale sprawdzała się w przebijaniu lekkich kamizelek kuloodpornych. Nie bez znaczenia był też fakt, że strzelające tą amunicją pistolety TT były tanie i powszechnie dostępne.
Amunicja 7,62 × 25 mm TT, przewidziana była także do użycia w pistoletach maszynowych: PPD wz. 34/38, PPSz wz. 1941 i PPS wz. 1943.